# 光復溪
光復溪，是花蓮溪的支流之一，發源自中央山脈拔子山，流經花蓮縣萬榮鄉與光復鄉等鄉鎮，與馬太鞍溪匯流後稱為花蓮溪。光復溪有嘉農溪（又稱加籠籠溪、加濃濃溪、嘉濃溪、嘉濃濃溪、嘎啷啷溪，日治時期稱為溪（Kararan溪），阿美族語稱此溪為「ga-nang-nang」，意思是「像火一樣猛烈燃燒的河流」）、南清水溪、馬佛溪、河內溪、達莫溪、麗太溪與瑪撻娜溪等支流。
光復溪流經光復鄉精華地區，供應了當地主要的農業用水水源。阿美族文化的發祥地太巴塱也是座落在光復溪畔，與另一個阿美族大部落馬太鞍隔著光復溪相望。

## 照片

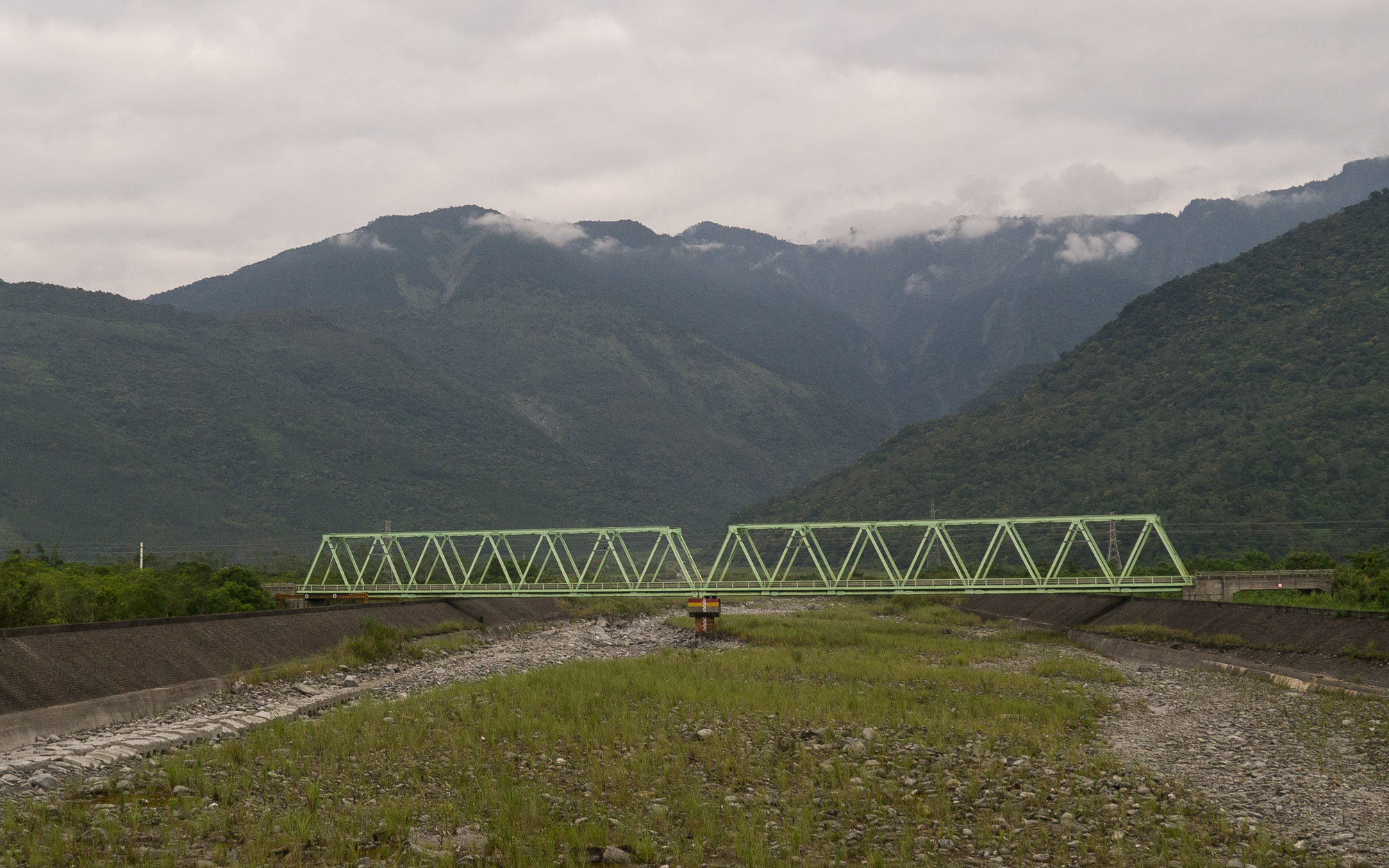
加濃濃溪橋
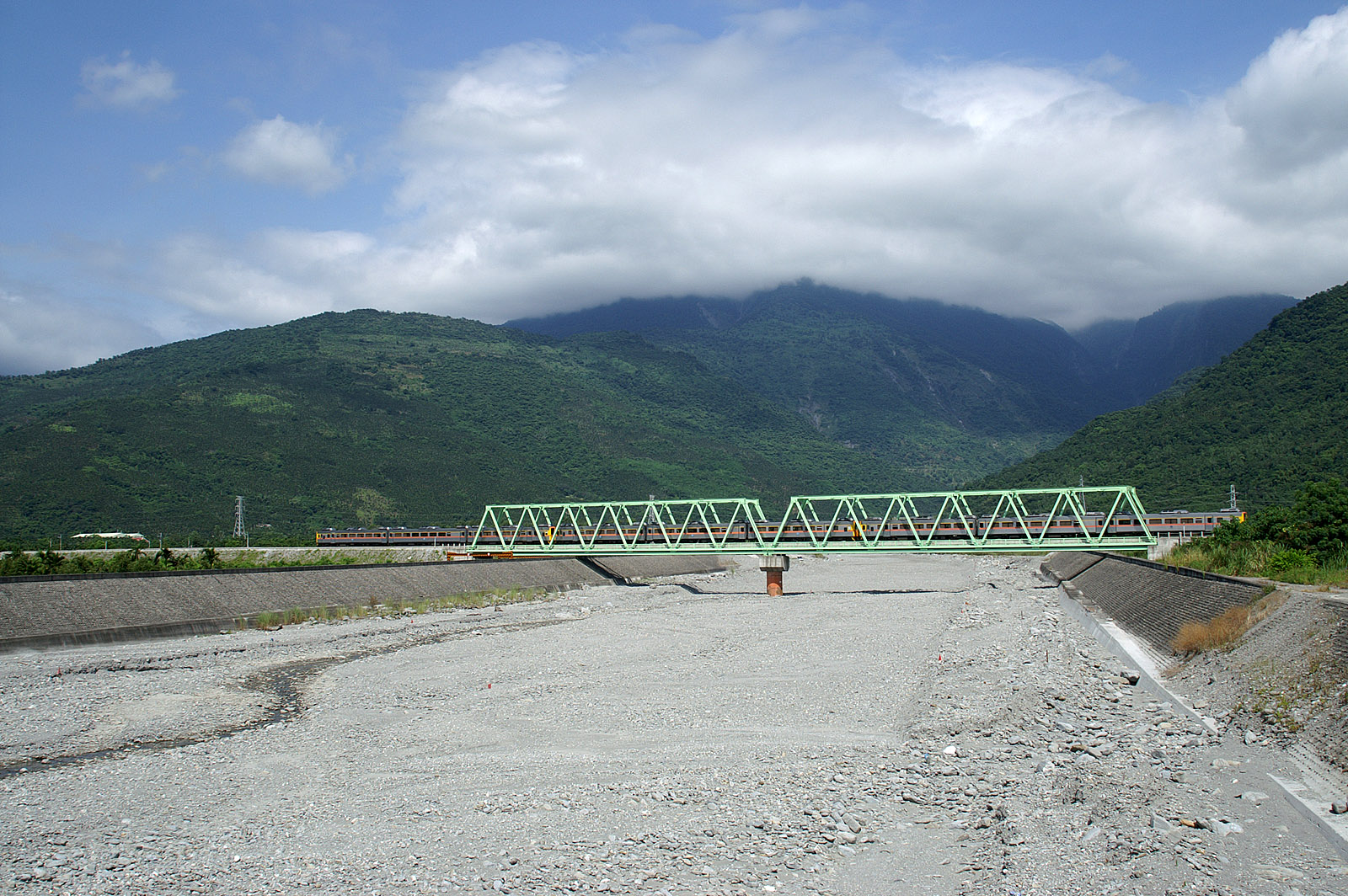
臺鐵臺東線大富車站與光復車站之間，跨越加濃濃溪的「加濃濃溪橋」。

## 參照
- 台灣河流列表
- 花蓮溪
- 太巴塱
- 馬太鞍

## 外部連結
- 讓我們看河去(中央管河川)--花蓮溪
- 水利署第九河川局-花蓮溪流域
- 花蓮溪河川流域不同水質指標比較(pdf)